# Traité de Fort Wise
Le traité de Fort Wise a été signé le 18 février 1861 par six chefs cheyennes du sud et quatre arapahos avec les États-Unis. Par ce texte, ils ont cédé la plupart des terres qui leur avaient été concédées par le traité de Fort Laramie dans sa première version. Le nouveau territoire représentait moins d'un treizième de celui concédé en 1851.
Ce traité, signé en 1861 au moment de la création du Territoire du Colorado, par le général William Larimer, Jr., un spéculateur du Kansas qui s'était fait connaitre dans la milice de Pennsylvanie, a redéfini le territoire des Cheyenne et des Arapahos pour leur enlever les régions minières du Colorado et certains sites de petites villes, en pleine ruée vers l'or de Pikes Peak, entamée trois ans plus tôt. Les tribus amérindiennes sont cependant restées sur ces territoires, où elles chassaient le bison.

## Contexte
Le traité de Fort Laramie de 1851, conclu entre les États-Unis et les tribus cheyenne et arapaho, reconnaissait aux Amérindiens la propriété d'un vaste territoire incluant les terres comprises entre les rivières North Platte et Arkansas, situées à l'est des montagnes Rocheuses et à l'ouest du Kansas. 
Cette immense région comprenait les États actuels du Wyoming, le sud-ouest du Nebraska, l'est du Colorado, et l'extrême ouest du Kansas. Cependant, la découverte d'or en novembre 1858 dans les montagnes Rocheuses du Colorado alors situées dans l'ouest du Territoire du Kansas) a conduit à une ruée vers l'or d'émigrants blancs. Les représentants du territoire du Colorado firent pression sur les autorités fédérales afin que soient redéfinies les limites territoriales des terres amérindiennes. En automne 1860, Alfred B. Greenwood (en), commissaire aux affaires indiennes arriva à Bent's New Fort pour y négocier un nouveau traité.

## Signature du traité
Les chefs cheyennes étaient Black Kettle, White Antelope, Lean Bear (en), Little Wolf, Tall Bear, Left Hand, les Arapahos Little Raven, Storm, Shave-Head, et Big Mouth. La nouvelle réserve était située dans l'est du Colorado, entre la rivière Arkansas et Sand Creek. Plusieurs groupes de Cheyennes, dont les Dog Soldiers, des Cheyennes et Lakotas mécontents des chefs qui avaient signé ce traité et le désavouant, ont refusé de se plier à ses contraintes. Ils ont continué de vivre et chasser sur les riches pâturages à bisons de l'est du Colorado et de l'ouest du Kansas.
Les Amérindiens se sont montrés graduellement plus agressifs envers les immigrants blancs qui traversaient leur territoire, en particulier dans la région de la rivière Smoky Hill, dans la plaine du Kansas, par laquelle passait une nouvelle piste vers les terrains aurifères. Les Cheyennes opposés au traité prétendaient qu'il avait été signé par une petite minorité de chefs sans le consentement ni l'approbation des autres tribus, que les signataires n'avaient pas compris ce qu'ils signaient, et qu'ils avaient été corrompus par une large distribution de cadeaux. Les blancs, au contraire, voyaient le traité comme un « devoir solennel » et considéraient les Amérindiens qui le refusaient comme hostiles et fauteurs de guerre. Ce conflit a abouti trois ans plus tard au massacre de Sand Creek au cours duquel près de 150 habitants d'un village amérindien ont été massacrés par la milice du Colorado.